# Kiss Imre (pap)
Kiss Imre (Nagyszombat, 1631. november 3. – Bécs, 1683. október 25.) Jézus-társasági áldozópap.

## Élete
1748-ban lépett a rendbe, tanulmányait szülővárosában és Grazban végezve, ott a humaniórák tanára volt néhány évig; azután a fiatal Rákóczi nevelője és a család gyóntatója volt 18 évig. Az országban hittérítői működést is végzett. Midőn a törökök Bécset ostromolták, ő akkor ott tartózkodott és a sebesült katonákat éjjel-nappal ápolta a golyók zápora közt; végül pestises lázba esett és meghalt.

## Munkái
- Jevita profesoranak Böcsületi mellett ki-kelő Hálá-adó Tanítvány Felel-meg Cassai Calvinisták Praedikatorának Ceglédi Istvannak; Arra a könyvecskére; melynek Titulussa Idős-Noe becsületit oltalmazo Japhetke, Neve a Tanítvány Athornak. S. D. C. Hely és év n. (Kassa, 1663, Szabó Károlynál a név és év nélküli könyvek közt)
- Tök, Mak, Zöld Tromfiára Posaházinak Veres Tromf Anno M.DC.LXVI. 30. Maij, hely nélkül (ugyanott, névtelenül)
- Posahazinak Egy Ben-Sült Veres Kolop Titvlvsv Feleleti Meg-mutattatik semmire kellőnek lenni, avagy Hogy, Pater Kissnek pöri el nem veszett. Anno M.DC.LXVII. (Kassa. Végen: Irtam Munkács várában XXX. Septemb. 1666)
- Midőn A Méltóságos Rakoczi Ferencz, Választot Erdelyi Fejedelem Halotti Temetésével a Nagy Hírrel Tündöklő Fejedelmi Rakoczi Hazanak Czimeres Sassa szomoru Szárnait le-eresztette; így Praedicállot Cassán Pátr Kyss Imre Jesuita 1677 Esztendőben, ... Junij. Lőcse
- Midőn az hatalmas Halál (A') Fennyen tündöklő Báthori Familiának Erős Három Czimeres Sárkány fogát megh. rontotta és felfordította Munkácsról Casára érkezvén a testel Predicállott A Néhai minden kigondolható ditséretre Méltó Fejedelmi Báthori Sophia Asszony Halotti Pompáján Pater Kyss Imre Jezsuita. Nagyszombat, 1680[1]
- Az igaz hitre vezérlő könyvecske, Jesuita Patr Kiss Imre által. Nagyszombat, 1681

Stoeger még öt munkáját idézi (Czvittinger után négyet), melyeknek címeit azonban latinul adják, s miután Kiss munkáiról azt is följegyezték, hogy azokat többnyire magyarul írta, de névtelenül adta ki, magyar címüket nem tudjuk felsorolni.